# New York State of Mind
New York State of Mind is een nummer van de Amerikaanse singer-songwriter Billy Joel. Het nummer werd uitgebracht op zijn album Turnstiles uit 1976.

## Achtergrond
Joel schreef New York State of Mind toen hij terugkeerde naar de oostkust van de Verenigde Staten, nadat hij de drie voorgaande jaren in Los Angeles had gewoond. Het grootste deel van het album Turnstiles gaat over deze aanpassing; zo ook de nummers Say Goodbye to Hollywood, I've Loved These Days, Summer, Highland Falls en Miami 2017 (Seen the Lights Go Out on Broadway). De inspiratie voor dit nummer kwam uit de vreugde die hij kreeg toen hij terugkeerde naar New York. Hij nam, net zoals hij in de tekst van het nummer beschreef, een Greyhoundbus op de Hudson River Line toen hij het idee kreeg voor het nummer. Hij schreef het nummer direct nadat hij thuiskwam.
New York State of Mind werd nooit uitgebracht op single, maar werd toch een favoriet nummer van veel fans en een nummer dat Joel vaak speelde tijdens concerten. Het bekendste optreden van het nummer vond plaats tijdens The Concert for New York City op 20 oktober 2001, een benefietconcert voor de New York City Fire en Police Departments en de vrienden en familie van de slachtoffers tijdens de aanslagen op 11 september 2001 in de stad. In 2012 herhaalde hij dit thema tijdens het concert 12-12-12: The Concert for Sandy Relief op 12 december 2012 nadat orkaan Sandy over de stad raasde.

## Covers
New York State of Mind is gecoverd door onder anderen Barbra Streisand, Lea Michele in samenwerking met Melissa Benoist (tijdens de televisieserie Glee), Elton John, Niall Horan, Ramin Karimloo, Shirley Bassey, Carol MacDonald, Oleta Adams, Carmen McRae, Diane Schuur, Mel Tormé, Frank Sinatra jr., Adam Pascal en Tony Bennett. Joel nam zelf een nieuwe versie op met Bennett voor diens album Playin' with My Friends: Bennett Sings the Blues, waarvoor zij een nominatie kregen voor een Grammy Award in de categorie "Best Pop Collaboration with Vocals". Ook speelde Joel duetten met Elton John tijdens hun gezamenlijke "Face to Face"-tournees, met countryzanger Garth Brooks in 1997 en met Bruce Springsteen en zijn E Street Band in 2009.

## NPO Radio 2 Top 2000
| Nummer met noteringen in de NPO Radio 2 Top 2000 | '00  | '01 | '02 | '03  | '04  | '05  | '06  | '07  | '08  | '09  | '10 | '11  | '12  | '13 | '14 | '15 | '16 | '17 | '18  | '19  | '20  | '21  | '22  | '23  | '24  |
| ------------------------------------------------ | ---- | --- | --- | ---- | ---- | ---- | ---- | ---- | ---- | ---- | --- | ---- | ---- | --- | --- | --- | --- | --- | ---- | ---- | ---- | ---- | ---- | ---- | ---- |
| New York State of Mind                           | 1572 | 865 | 991 | 1705 | 1052 | 1149 | 1122 | 1009 | 1126 | 1216 | 891 | 1048 | 1214 | 973 | 493 | 726 | 840 | 813 | 1157 | 1112 | 1364 | 1362 | 1476 | 1589 | 1790 |

1. ↑  Een vetgedrukt getal geeft de hoogste notering aan.
2. ↑  2000 was het eerste jaar met een notering voor dit nummer.